# Gleby płowoziemne
Gleby płowoziemne – rząd gleb, którego cechą charakterystyczną jest grawitacyjne przemieszczanie cząstek koloidalnych w głąb profilu przez wodę opadową. Tworzy to charakterystyczny układ  poziomów genetycznych: poziom próchniczny, jaśniejszy poziom wymycia, ciemniejszy poziom wmycia, skała macierzysta.

## Charakterystyka
Rząd ten obejmuje gleby powstałe przy pomocy procesu płowienia (lessive) czyli wymycia przez wodę opadową z gleby węglanów, a następnie przemieszczenia w głąb profilu frakcji ilastej, półtoratlenków i niektórych związków próchnicznych. Prowadzi to do zróżnicowania teksturalnego profilu na wierzchnie poziomy o mniejszej ilości frakcji ilastej (AE, Et) oraz położone pod nim poziomy o zwiększonej ilości iłu (Bt). Poziom eluwialny ma zazwyczaj jaśniejszą (płową) barwę niż poziomy sąsiadujące. Morfologicznie, pod względem układu poziomów glebowych, upodabnia to gleby płowoziemne do gleb bielicoziemnych, różnią się one jednak zasadniczo pod względem ekologicznym, procesem glebotwórczym, rodzajem skały macierzystej.
Poziomem diagnostycznym dla gleb płowoziemnych jest poziom iluwialny argic (Bt). Naturalnie nad nim występują: poziom eluwialny luvic (Et) oraz powierzchniowy poziom próchniczny ochric (A). Zabiegi agrotechniczne lub erozyjne usunięcie wierzchnich poziomów gleby może zaburzyć ten układ i poziom agric może być położony bezpośrednio pod poziomem orno-próchnicznym lub wręcz jego część może być włączona do poziomu uprawnego (tzw. gleby płowe erodowane lub "ogłowione").
Gleby płowoziemne powstają jedynie w miejscach, gdzie, przynajmniej przez część roku, opad deszczu jest większy od ewapotranspiracji i zachodzi przesiąkanie części opadu w głąb. Skałą macierzystą mogą być wszystkie utwory od pisków gliniastych po iły (najczęściej są to pyły lub gliny) co bardzo różnicuje ich właściwości chemiczne i fizyczne. Stopień wysycenia kompleksu sorpcyjnego kationami zasadowymi waha się od 30% do 90%. Materia organiczna ulega stosunkowo szybko mineralizacji i w glebach leśnych występuje jako typ mull lub moder. Naturalnie porastają je lasy mieszane.

## Systematyka
Rząd "gleby płowoziemne" jest nowo powstałym rzędem w systematyce gleb Polski z 2011 r. i jako taki nie występował wcześniej. Gleby zaliczane do tego rzędu, w systematyce gleb Polski z 1989 r. były zaliczane do rzędu gleb brunatnoziemnych, typu gleby płowe. Jeszcze wcześniej takie gleby nazywano glebami pseudobielicowymi.
Rząd gleby płowoziemne dzieli się na trzy typy gleb:
- Rząd 5. Gleby płowoziemne (P)
  - Typ 5.1. Gleby płowe (PW)
  - Typ 5.2. Gleby płowe zaciekowe (PA)
  - Typ 5.3. Gleby płowe podmokłe (PG)

W międzynarodowej systematyce gleb według WRB mniej więcej odpowiadają Luvisols. W amerykańskiej USDA Soil Taxonomy zawierają się w rzędzie Alfisols.